# 梁俊亭
梁俊亭（1909年—1997年），陕西省合阳县人。1931年12月参加中国工农红军，1933年3月加入中国共产党。历任排长、连长、八路军129师骑兵团副团长、团长、129师随营学校太行陆军中学副校长、晋冀鲁豫野战军2纵5旅14团团长、处长、副师长、乐山军分区副司令员、司令员、四川省军区副司令员等职。1955年被授予大校军衔。1997年2月11日在成都逝世。